# Municipio de Manhattan (Illinois)
El municipio de Manhattan (en inglés: Manhattan Township) es un municipio ubicado en el condado de Will en el estado estadounidense de Illinois. En el año 2010 tenía una población de 9218 habitantes y una densidad poblacional de 96,58 personas por km².

## Geografía
Según la Oficina del Censo de los Estados Unidos, el municipio tiene una superficie total de 95.45 km², de la cual 95.45 km² corresponden a tierra firme y (0%) 0 km² es agua.

## Demografía
Según el censo de 2010, había 9218 personas residiendo en el municipio de Manhattan. La densidad de población era de 96,58 hab./km². De los 9218 habitantes, el municipio de Manhattan estaba compuesto por el 94.99% blancos, el 1.02% eran afroamericanos, el 0.3% eran amerindios, el 0.75% eran asiáticos, el 0.04% eran isleños del Pacífico, el 1.5% eran de otras razas y el 1.4% pertenecían a dos o más razas. Del total de la población el 5.96% eran hispanos o latinos de cualquier raza.